# Topton
Topton è una borough degli Stati Uniti d'America, nella contea di Berks nello Stato della Pennsylvania. Secondo il censimento del 2000 la popolazione è di 1.948 abitanti.

## Società

### Evoluzione demografica
La composizione etnica vede una maggioranza di quella bianca (98,87%), seguita da quelle dei nativi americani e asiatica (0,21%) dati del 2000.
| borough di Topton Popolazione |       |
| 2000                          | 1.948 |
| Stima al 2009                 | 1.977 |